# Micromelum
Genre
Micromelum est un genre de plantes de la famille des Rutaceae. Ce genre a été décrite pour la première fois en 1825 par le botaniste germano-hollandais Carl Ludwig Blume (1789-1862).

## Liste d'espèces
Selon GRIN (7 novembre 2014) :
- Micromelum integerrimum (Roxb. ex DC.) Wight & Arn. ex M. Roem.
- Micromelum minutum (G. Forst.) Wight & Arn.
- Micromelum pubescens Blume
- Micromelum scandens Rech.

Selon Tropicos (7 novembre 2014) (Attention liste brute contenant possiblement des synonymes) :
- Micromelum ceylanicum Wight
- Micromelum compressum Merr.
- Micromelum curranii Elmer
- Micromelum falcatum (Lour.) Tanaka
- Micromelum hirsutum Merr.
- Micromelum integerrimum (Buch.-Ham. ex DC.) Wight & Arn. ex M. Roem.
- Micromelum minutum Wight & Arn.
- Micromelum octandrum Turcz.
- Micromelum pubescens Blume